# Rita (película guatemalteca de 2024)
Rita es una película estadounidense-guatemalteca producida por Concordia Studio y La Casa de Producción y dirigida por Jayro Bustamante.

## Sinopsis
Una niña de 13 años llamada Rita, huye a la gran ciudad por su padre agresor, ella encuentra consuelo hasta que la internan en un piso gestionado por el Estado. Rita y sus compañeros planean una fuga que acaba en un espeluznante acto de violencia.

## Reparto
- Giuliana Santa Cruz como Rita
- Ángela Quevedo como Sulmy
- Alejandra Vásquez como bebé
- Andre Sebastián Aldana como La Terca
- Glendy Rucal como Gladys
- Ernesto Molina Samperio como William
- María Telón como Celia
- Sabrina De La Hoz como la monitora
- Margarita Kenéfic como Ernestina
- Juan Pablo Olyslager como jefe de policía
- Guie Cuyun como oficial de policía

## Música
La banda sonora fue compuesta por el compositor mexicano Pascual Reyes y el tema principal es interpretada por Gaby Moreno.

## Estreno
La película se estrenó en el Festival Internacional de Fantasía en Montreal, Canadá el 25 de julio de 2024, obteniendo el premio a mejor cinematografía y en Guatemala el 7 de agosto de 2024 en el Centro Cultural Miguel Ángel Asturias.

## Premios y nominaciones
La cinta ganó el premio a mejor guion en el Festival de Cine de Terror de Brooklyn.